# Hovtveanciîk (Suprunivka), Poltava
Hovtveanciîk (în ucraineană Говтвянчик) este un sat în comuna Suprunivka din raionul Poltava, regiunea Poltava, Ucraina.

## Demografie
Componența lingvistică a localității Hovtveanciîk
     Ucraineană (95,83%)
     Rusă (4,17%)
Conform recensământului din 2001, majoritatea populației localității Hovtveanciîk era vorbitoare de ucraineană (95,83%), existând în minoritate și vorbitori de rusă (4,17%).